# La Ligne de beauté
Pour la mini-série de 2006, voir The Line of Beauty (série télévisée).
La Ligne de beauté (titre original : The Line of Beauty) est un roman historique d'Alan Hollinghurst paru en 2004. Il remporte le prix Booker la même année. 
Il est traduit en français en 2005 aux éditions Fayard.

## Résumé
Situé en Angleterre au début des années 1980, le roman suit la vie d'un jeune homme, Nick Guest, gay, originaire d'une famille modeste et récemment diplômé d'Oxford, invité dans l'hôtel particulier de la famille Fedden.
Le roman commence à l'été 1983, après le succès électoral de Margaret Thatcher. Nick emménage dans la demeure des Fedden, dont le fils Toby est son meilleur ami. Rachel, la mère, vient d'une très riche famille juive, et Gerald, le père, est un homme d'affaires qui a réussi et qui vient d'être élu député du parti Tory.
Délaissant son projet de thèse sur l'œuvre de Henry James, Nick découvre en observateur extérieur le monde de la classe dominante britannique. Il connaît son premier amour avec Leo, un Noir des classes populaires. Il a ensuite une liaison secrète avec Wani, le fils d'un riche homme d'affaires libanais.

## Titre
Le titre du roman renvoie à la forme en double S de l'accolade ou ogee, décrite par William Hogarth comme un modèle de beauté dans The Analysis of Beauty. L'expression peut aussi prendre différents sens tout au long du roman.

## Adaptation
- 2006 : La Ligne de beauté (The Line of Beauty), mini-série britannique en trois épisodes réalisée par Saul Dibb et diffusée par la BBC, avec Dan Stevens, Tim McInnerny et Hayley Atwell